# Cretoparacucujus cycadophilus
Cretoparacucujus cycadophilus — викопний вид жуків родини Boganiidae, що існував у крейдовому періоді (99 млн років тому).

## Рештки
Описаний у 2018 році із зразка, що виявлений у шматку бірманського бурштину. Камінь купили на ринку у М'янмі, тому точне типове місцезнаходження невідоме.

## Характеристика
Жук сягав завдовжки 2 мм. У нього порівняно велика голова з великими антенами, великі очі і гострі кігті. На панцирі комахи виявлений пилок саговника, яким, ймовірно, живився жук. Найближчим сучасним родичем є австралійський жук з роду Paracucujus, який запилює саговники Macrozamia riedlei. Cretoparacucujus схожий будовою ротового апарата на Paracucujus, отже, ймовірно, їхній спосіб життя є подібним.